# ブービートラップ

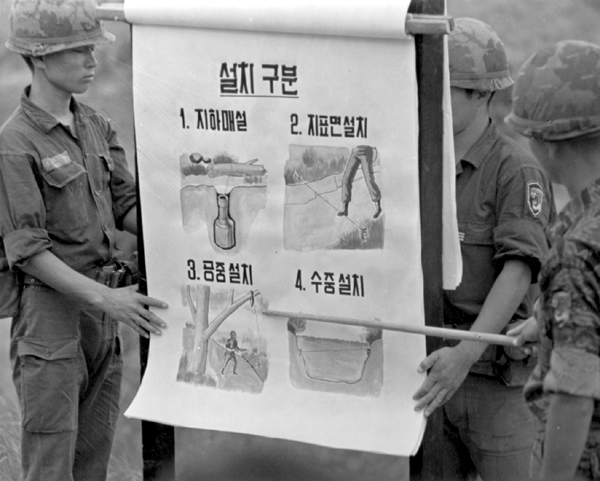
大韓民国軍によるベトナム人民軍および南ベトナム解放民族戦線のブービートラップの掛絵（1975年）

ブービートラップ（booby trap）は、戦争における戦術の一種。自陣に侵攻する勢力に対し、撤退する部隊やゲリラ組織が残したり、警戒線に張っておく罠（トラップ：trap）のこと。一見無害に見えるものに仕掛けられ、油断した兵士（まぬけ：booby）が触れると爆発し殺傷する。また、爆発物ではなく、スパイク状のもので殺傷する猟師の用いる罠に類似したものや、銃弾が発射されるものもこれに含まれる。

## 解説
前線における地雷と同様の木々の間隙に張ったワイヤーと手榴弾などを用いた仕掛け爆弾などが連想されるが、落とし穴など原始的な罠から、箱型地雷の蓋やクレイモア地雷の足の間に手榴弾を仕掛けるなど既存の罠を応用した物、瓦礫や死体が散乱した戦場跡で、兵器や食料などの必要物資、日用品や貴重品などの兵士にとって戦利品になりそうなものなどの残留物に仕掛け、占領軍の兵士がそれらを鹵獲・無力化（もしくは私物化）しようと手を出すと、内蔵された爆薬やワイヤーで繋がれた手榴弾などの爆発物が爆発するなど、連動していた殺傷性の仕掛けが起動する意表をついた物など多岐に渡る。撤退後という非戦闘状況下での相手の心理的余裕を巧妙に利用した物も多く、殺傷能力は低く戦局を覆すほどの兵器ではないが、占領側を疑心暗鬼に陥れ、精神的にストレスを与える効果が望める。よって、奪われた建物や物資を敵に使用されにくくするためなどにも使われる。日本ではベトナム戦争中、アメリカ軍に対し劣勢なベトコンが用いたゲリラ戦術として有名になった。
民間人が誤って触れることによる被害防止のため特定通常兵器使用禁止制限条約により運用が厳しく制限されている。
1850年代にアメリカで使われだした軍事用語であり、語源についてはいくつか説がある。
- カツオドリ（booby）を獲るために猟師などが使用した罠。
- ガラパゴス諸島の棘の多い低木にカツオドリが突っ込み出られなくなったのを見た欧米人が命名した。

日本では一時期「間抜け落とし」「偽装爆弾」などの訳語が使われていたが、やがて「ブービートラップ」そのものが外来語として定着した。
アイヌは獣が通過すると仕掛けた糸が引かれて毒矢が発射されるアマッポを狩猟に利用していたが、人間がかかった事例も多く報告されている。

## 使用された例

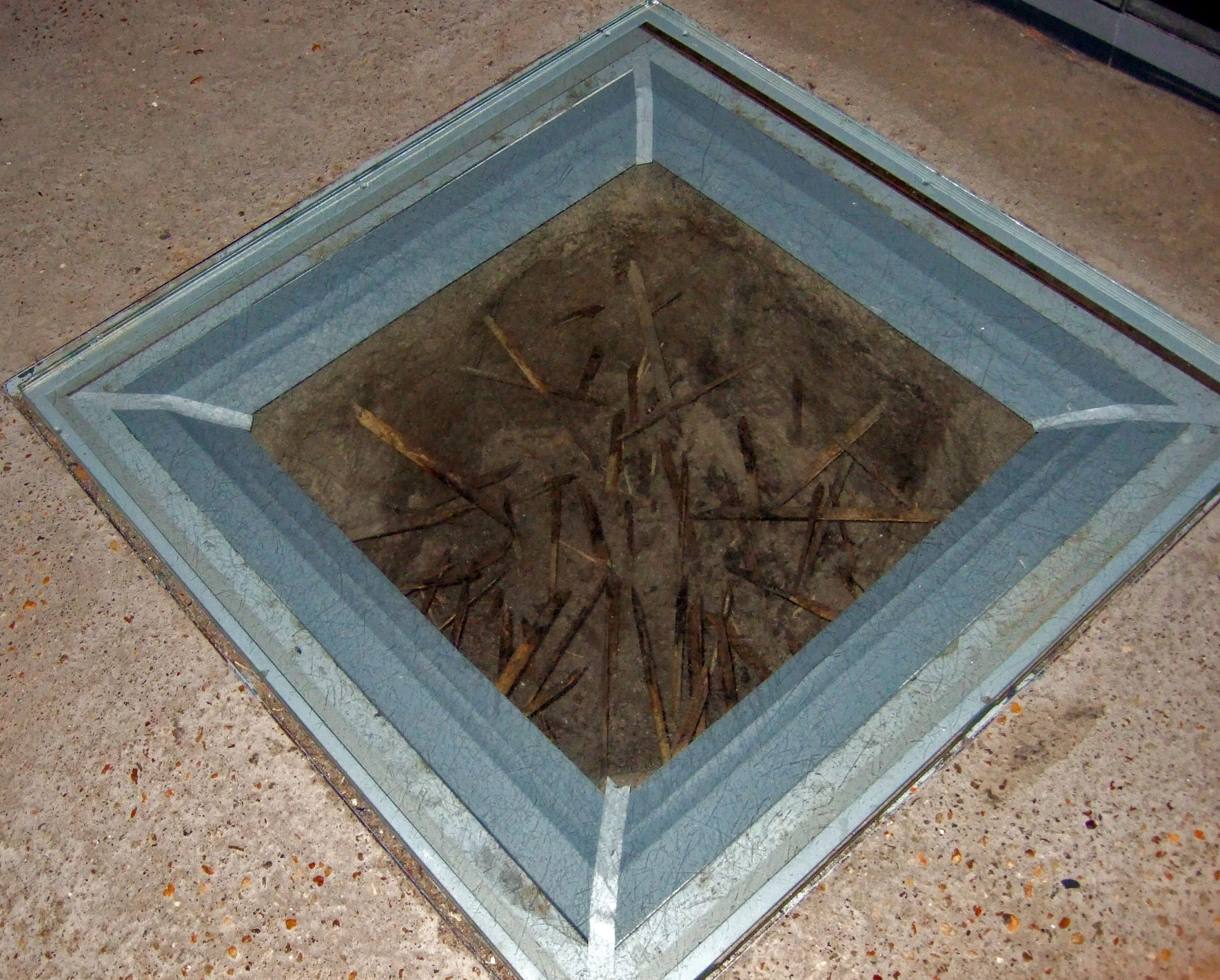
アメリカ国立海兵隊博物館に展示されているパンジ・スティック

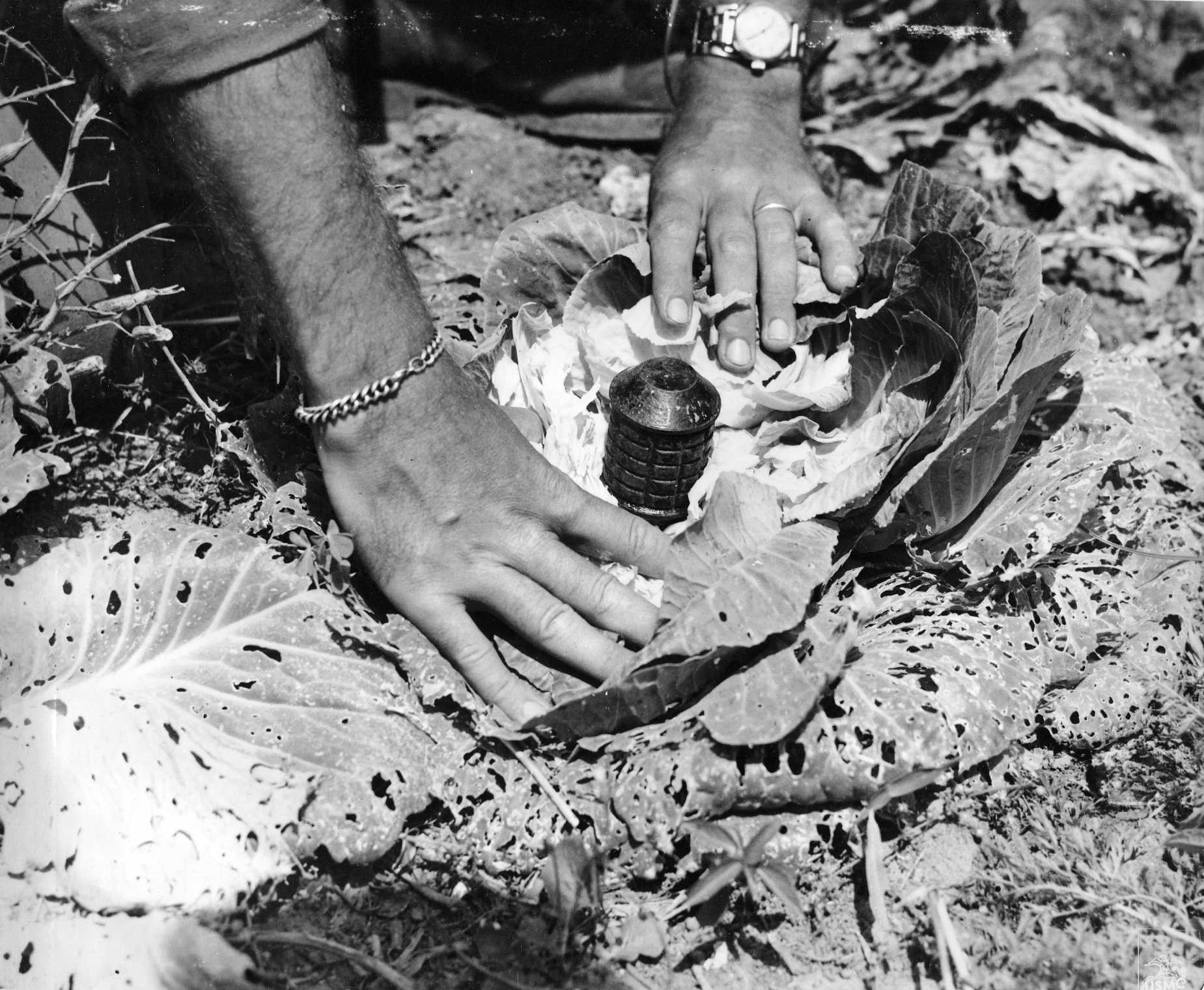
沖縄戦でアメリカ海兵隊が発見した日本軍のブービートラップ。キャベツの中に手榴弾が仕込まれていた（1945年4月）

- 第二次世界大戦中、倉庫や工場の体重計は撤退する際に爆弾を仕掛けられた。占領した兵士は同僚と体重を比べたくなり、罠にかかった。
- ワルシャワ・ゲットー蜂起時、ユダヤ人のゲリラは建物の地下室にブービートラップを設置し、ドイツ側に犠牲者を出した。一方、ドイツ側は解除の手間を省くため、建物ごと砲撃や爆撃で破壊する手法に転換した。
- 硫黄島の戦いにおいて、本土防衛のために持久戦を強いられた日本軍の守備隊は、アメリカ軍の兵力と戦意を消耗させるために自軍の遺留品などにトラップを仕掛けた。また、軍刀や小さな祠など「米軍兵が土産にと手に取りそうなもの」によくブービートラップが仕掛けられていた。
- 実際の殺傷能力は無いが、キスカ島撤退作戦では日本軍が撤退の折にペスト患者隔離施設の看板を設置して、戦闘継続能力を阻害する作戦も同種の罠とされている。
- ベトナム戦争時、死亡した米兵の死体の下に爆弾が敷かれ、米兵が死体を回収しようとすると爆発した。ベトナムでは他に、落とし穴の底に釘や竹槍・杭を設置して殺傷する火薬を用いないトラップ（パンジ・スティック）も多用され、一部には人糞などを塗付して黴菌による感染症を狙ったものもあった。
- 2022年ロシアのウクライナ侵攻では、撤退したロシア軍がブービートラップを多く仕掛けており、特にヘルソンではインフラの破壊に加え、約2000個の地雷とブービートラップが確認されている[3]。
- 2023年パレスチナ・イスラエル戦争ではヒズボラが購入したポケベルや無線機などの民生品が次々と爆発した（レバノンのポケベル爆発）。イスラエルの諜報機関により爆発装置を取り付けられた物が遠隔操作で爆破されたものとみられる[4]。